# Rutfjällets naturreservat
Rutfjällets naturreservat är ett naturreservat i Bräcke kommun i Jämtlands län.
Området är naturskyddat sedan 2019 och är 20 hektar stort. Reservatet ligger norr om Pilgrimstad och söder om Rutfjällets topp  och består av kalkbarrskog.